# Puddefjord

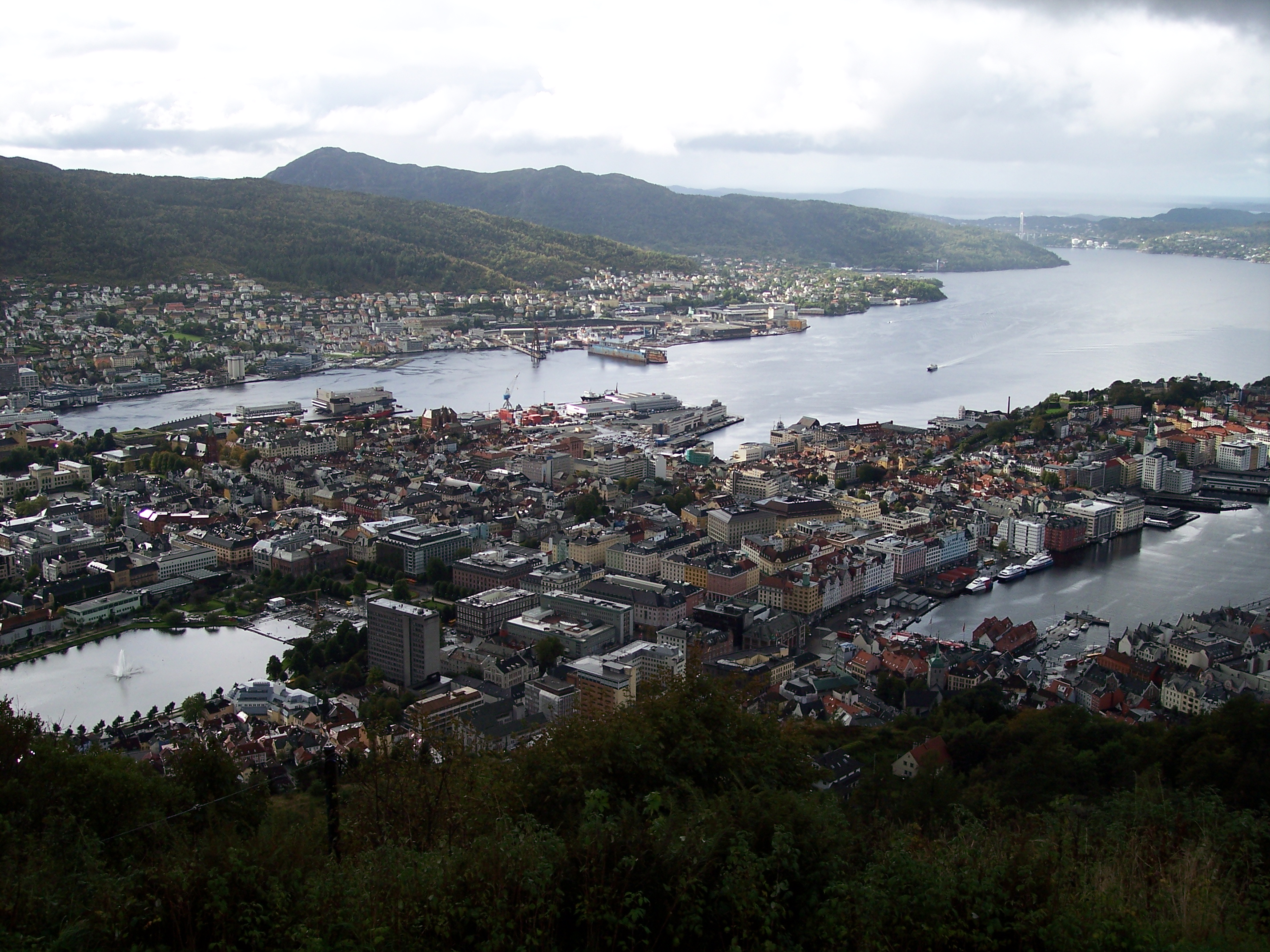
Le Puddefjord (en haut).

Le Puddefjord est un fjord de Bergen (Norvège), bras secondaire du Byfjord. Long de 3,5 km, il s'étend de l'extrémité de la péninsule de Nordnes jusqu'à la baie de Solheimsviken, qui marque l'entrée du Store Lungegårdsvannet. Sa largeur maximale est de 1,2 km.

## Histoire
Le fjord, agité par de puissants courants, était difficilement navigable et ses portions les plus étroites gelaient en hiver. Ces caractéristiques ont fait que le Puddefjord n'a pas joué un rôle important dans le développement de Bergen, au contraire de Vågen.
Au XVIIe siècle, des habitations ont commencé à apparaître sur sa rive nord, appartenant à la ville de Bergen. Elles ont progressivement donné les quartiers de Møhlenpris et Nøstet.
Le développement industriel des rives du fjord au cours du XIXe siècle a sensiblement modifié leur tracé, réduisant sa largeur et sa longueur.

## Ponts
Le Puddefjord est traversé par quatre ponts: le pont de Nygård (1851), le pont de Puddefjord (1956), le nouveau pont de Nygård (1978) et le second nouveau pont de Nygård (2008).

## Environnement
La présence de nombreuses industries sur les rives du fjord depuis le XIXe siècle a entraîné d'importants dommages environnementaux. Ses sédiments sont pollués par des PCB et du mercure. 